# Cephalodella hoodii
Cephalodella hoodii är en hjuldjursart som först beskrevs av Gosse 1886.  Cephalodella hoodii ingår i släktet Cephalodella och familjen Notommatidae. Arten är reproducerande i Sverige. Inga underarter finns listade i Catalogue of Life.